# How to Measure a Planet?
How to Measure a Planet? ist das fünfte Album der niederländischen Progressive-Rock-Band The Gathering. Das Doppel-Album wurde im Jahre 1999 via Century Media veröffentlicht. In Japan wurde das Album als Einzel-CD ohne das knapp halbstündige Titellied veröffentlicht.

## Entstehung
Mit diesem Album nahm die Band eine gewaltige musikalische Kurskorrektur vor. Nach den sehr erfolgreichen Vorgängeralben Mandylion und Nighttime Birds veränderten sich die musikalischen Vorlieben der meisten Mitglieder. Als Folge daraus veränderte sich die Musik vom Metal hin zum progressiven Rock. Die Band selbst bezeichnet ihre Musik seit diesem Album als Trip Rock.
Produziert wurde das Album zwischen Juli und Oktober 1998 von Attie Bauw, der bereits für die Scorpions gearbeitet hat. Aufgenommen wurde das Album in den Bauwhaus-Studios in Amsterdam sowie im Wisseloord Studio in Hilversum.
How to Measure a Planet? ist ein Konzeptalbum über das Thema Raumfahrt. Das Albumcover, das Booklet und die Texte machen dies deutlich. Mit Liberty Bell wurde eine Single ausgekoppelt. Im dazugehörigen Videoclip sieht man die Sängerin Anneke van Giersbergen in einem Modell einer Raumstation.

## Rezeption
Das Album erhielt überwiegend hervorragende Kritiken von Seiten der Musikjournalisten. Der Metal Hammer kürte das Album zum Album des Monats. Sowohl im Metal Hammer als auch im Rock Hard wurde How to Measure a Planet? mit der jeweiligen Höchstnote belohnt. Die Band gewann mit diesem Album viele neue Fans aus unterschiedlichen Hörerschichten. Dennoch wandten sich viele Fans aus dem Metalbereich enttäuscht von der Band ab.
How to Measure a Planet? wird von vielen Fans als Meilenstein der Bandgeschichte angesehen. Lieder dieses Albums machen den Großteil der Lieder auf den Livealben Superheat (2000) und Sleepy Buildings – A Semi Acoustic Evening (2004) aus.

## Titelliste

### CD 1
1. Frail (You might As Well Be Me) – 5:04
2. Great Ocean Road – 6:19
3. Rescue Me – 6:22
4. My Electricity – 3:22
5. Liberty Bell – 6:01
6. Red Is a Slow Colour – 6:26
7. The Big Sleep – 5:01
8. Marooned – 5:56
9. Travel – 9:06

### CD 2
1. South American Ghost Ride – 4:25
2. Illuminating – 5:41
3. Locked Away – 3:24
4. Probably Built in the Fifties – 7:26
5. How to Measure a Planet? – 28:33